# Alexander Rezeš
Alexander Rezeš, magyarosítva Rezes Sándor (Abara, 1948. július 9. – Bécs, 2002. június 28.) szlovák közlekedési miniszter volt 1994. december 13. és 1997. április 15. között a Mečiar-kormányban, valamint Szlovákia második leggazdagabb embereként tartották számon. 2000-ben 250 millió dollárra becsülték vagyonát, amit a kassai vasmű privatizációjában játszott szerepével alapozta meg.

## Élete
1948. július 9-én született Abarán Rezes Sándor (1919–1993) és Király Erzsébet (1926–2010) gyermekeként. Testvére, Rezes Gyula (1952–1965) fiatalon hunyt el. Szülei, és testvére az abarai temetőben vannak eltemetve. 1963-ban fejezte be elsődleges kilencéves iskoláját, majd 1966-ban végzett Nagymihályban. 1973-ban Kassán egy gépészmérnöki szakközépiskolában végzett, később a Pozsonyi Közgazdaságtudományi Egyetemen kezdte el tanulmányait belkereskedelmi képzésen, amit 1980-ban fejezett be. Rezeš életében fontos szerepet töltött be a sport, és a zene, valamint kiválóan beszélt oroszul és angolul.
,,Minden, ami a kassai vasműnek jó, az Szlovákia számára is kedvező." – elhíresült mondása.
Alexander Rezeš az 1990-es évek Szlovákiájának egyik emblematikus üzletembere, aki az egykor 25-30 ezer embernek munkát adó kassai vasműben – ahol 1967 óta, 19 éves korától dolgozott – mászta meg a szamárlétrát, és vált a cég többségi tulajdonosává, mindezt a Vladimír Mečiar egykori szlovák kormányfő által felpörgetett privatizáció idején. Rezeš Szlovákia egyik legnagyobb üzemének tulajdonosaként – nyilvánosan 47 százalékos tulajdonrészt vallott be – milliárdokat keresett. Vagyonát a Markíza szlovák televíziós csatorna 2000-ben 250 millió dollárra becsülte, emellett volt két-két ingatlanja Kassán, Pozsonyban és Selmecbányán, 100 millió dolláros nyaralója Spanyolországban, luxusautói, és több vállalkozása, hotelje (például a DoubleTree by Hilton szlovákiai csoportja) a vasmű mellett. Az ingatlanok mellett Rezeš nagy szenvedélye volt még a labdarúgás. A Košice 1991-ben 30 millió koronát költött játékosvásárlásra, ugyanis a Kassai Vasmű bőkezűen támogatta a csapatot. Egyértelműen a mečiari HZDS-privatizáció haszonélvezője volt. Hamarosan Alexander Rezeš lett a klub elnöke, majd a posztot átengedte fiának, Juliusnak. Bajnoki címekre és kupagyőzelmekre, valamint (egy rendkívül gyenge) BL-szereplésre futotta a támogatásból. A Košice mellett eközben a cseh Sparta Praha szintén a Rezeš-család tulajdonába került.
Két gyermeke született volt feleségétől, Eva Szabóovától:
- Július Rezeš (1970–), kassai vállalkozó, korábban a kassai vasmű igazgatótanácsának elnöke volt. Jelenleg Kassa egyik legelegánsabb szállodáját vezeti. Három feleségtől négy gyermeke született, két fiú és két lány. Jelenlegi házastársa Eva Džodlová, akit a szlovák Miss Universe-nek választottak meg 2002-ben, napjainkban pedig közösségi oldalak sztárja és a Maiko Sushi étterem tulajdonosnője.
- Eva Rezešová (1977–), szlovák közéleti szereplő, aki 2012-ben ittas állapotban, autójával a megengedett sebességet jelentősen túllépve négy halálos áldozatot követelő közlekedési balesetet okozott az M3-as autópályán. Bírósági ügye nagy port kavart a közvéleményben, illetve a magyar és a szlovák sajtóban .

Nyílt párkapcsolatban élt Gabriela Haršányovával (1971–), szlovák műsorvezetővel, aki az 1992-es Miss World szépségverseny csehszlovák indítottja volt. Érdekesség, hogy Gabriela Haršányová 1997-ben közúti baleset keretein belül elgázolt egy embert. A pár nem házasodott össze, azonban született egy közös gyermekük, Chiara Haršányová (2000–). Alexander nem ismerte el gyermekének a csecsemőt, de egy pozitív DNS-teszt bebizonyította, hogy valóban ő biológiai édesapja a lánynak: ezt követően Gabriela 497 eurós tartásdíjat követelt Rezeštől.
2002. június 24-én súlyos állapotban szállították át egy bécsi klinikára a szívnagyobbodásban szenvedő 54 éves férfit, ahol azonnal műtétnek vetették alá. A milliárdos állapota azután vált különösen súlyossá, hogy június elején Spanyolországba menet olasz földön rosszul lett. Egy veronai kórházban kezelték, majd Pozsonyba szállították át. Rezeš már négy évvel ezelőtt szívritmus-szabályozót kapott. A szívbetegség, mely közvetlenül a halálát okozta, nagyon ritkán fordul elő: a szívpitvar és szívkamra rendkívüli módon megnagyobbodik, a szív pedig csak korlátozottan működik. Állapotát viszont Bécsben sem sikerült stabilizálni, így pár napra rá, 2002. június 28-án halt meg reggel 8 óra 15 perckor az osztrák fővárosban.